# Cryptops hortensis
Cryptops hortensis – gatunek parecznika z rzędu skolopendrokształtnych i rodziny Cryptopidae. Pierwotnie zamieszkiwał tylko zachodnią i środkową część Palearktyki, jednak zawleczony został do innych krain zoogeograficznych.

## Taksonomia
Gatunek ten opisany został po raz pierwszy w 1810 roku przez Edwarda Donovana pod nazwą Scolopendra hortensis. Jako miejsce typowe wskazano Exeter w Anglii. W 1815 roku Wiliam Elford Leach wyznaczył go gatunkiem typowym nowego rodzaju Cryptops. Współcześnie klasyfikowany jest w jego podrodzaju nominatywnym. W jego obrębie formuje on grupę gatunków C. hortensis charakteryzującą się brakiem szwu poprzecznego przedniego na pierwszym tergicie przy jednoczesnym braku piłkowania na udzie ostatniej pary odnóży. Do grupy tej należą także C. basilewskyi, C. brignolii, C. covertus, C. daszaki, C. decoratus, C. inermipes, C. lobatus, C. mauritianus, C. melanotypus, C. nigropictus, C. parisi, C. songi, C. stabilis.
W obrębie C. hortensis wyróżnia się pięć podgatunków:
- Cryptops hortensis atlantis Pocock, 1891
- Cryptops hortensis hortensis (Donovan, 1810)
- Cryptops hortensis paucidens Latzel, 1884
- Cryptops hortensis pauciporus Brölemann, 1908
- Cryptops hortensis pseudopunctatus Verhoeff, 1901

## Morfologia
Parecznik ten osiąga od 20 do 30 mm długości ciała. Ubarwienie ma rudobrązowe, miejscami ochrowe, zawsze pozbawione ciemnej pigmentacji pod oskórkiem. Płytka grzbietowa głowy pozbawiona jest szwów paramedialnych tylnych, natomiast zaopatrzona jest w bardzo krótkie szwy podłużne przednie, sięgające tylko trochę poza nasady czułków. Nadustek wyposażony jest w parę szczecinek zaczułkowych, od 4 do 12 nieco nieregularnych szczecinek nadustkowych oraz od 6 do 12 szczecinek przedwargowych. Płaty boczne wargi górnej pozbawione są wcięć. Szczękonóża mają na goleni i tarsungulum maczugowate lub cylindryczne w kształcie ujścia tylnych gruczołów jadowych. Coxosternum szczękonóży nie ma wyraźnych płatów na przedniej krawędzi. Pierwszy segment tułowia nie ma szwu poprzecznego przedniego na tergicie. Dwudziesty pierwszy segment tułowia ma tylną krawędź sternitu nieco wklęśniętą. Pory koksopleuralne występują w liczbie około 30, tworząc pole niewykraczające poza tylny brzeg koksopleury. Na polu tym często rośnie pojedyncza szczecinka, ale może jej tam brakować. Odnóża kroczne pary od pierwszej do dwudziestej mają na przedstopiach bardzo drobne ostrogi dodatkowe. Ostatnia, zmodyfikowana para odnóży ma piłkowania z ząbków na goleni i stopie, natomiast jej przedudzie jest ich pozbawione, mając za to gładki podłużny rowek pośrodku spodniej strony.

## Biologia i ekologia
Wij ten zamieszkuje różne siedliska. Spotyka się go pod powalonymi kłodami, korą drzew, pniakami i głęboko osadzonymi kamieniami. W Fennoskandii wybiera stanowiska synantropijne. Aktywny jest nocą, kiedy to poluje na różne bezkręgowce.
Do rozrodu gatunek ten przystępuje latem. Samice wykazują troskę rodzicielską o jaja i potomstwo. Na miot przypada 7–19 młodych. W pierwszym stadium rozwojowym chronione są przez samicę, która okręca się tylną częścią ciała wokół nich stroną grzbietową na zewnątrz i przytrzymuje je odnóżami ponad gruntem. To noszone przez samicę stadium nazywane jest płodem (fetus). Młode w nim są nieruchome, kremowobiałe wskutek pozbawienia pigmentacji. Budową przypominają formy dorosłe, jednak ich ciało pozostaje zwinięte w okrąg o średnicy około 5 mm. Młode kolejnego stadium przypominają już wyglądem osobniki dorosłe, są jednak jaśniej ubarwione i mają zredukowaną liczbę porów koksopleuralnych oraz chetotaksję czułków, nadustka i koksopleurów. Wykazują się już aktywnością, wdrapując się jedno na drugie i zwiedzając komorę lęgową, stąd przypuszczenie, że opuszczają ją jeszcze w tym stadium. 

## Rozprzestrzenienie
Gatunek ten był pierwotnie zachodniopalearktyczny, jednak zawleczony został do kilku innych krain zoogeograficznych. 
W Europie znany jest z Portugalii, Hiszpanii, Irlandii, Wielkiej Brytanii, Francji, Holandii, Niemiec, Szwajcarii, Austrii, Włoch, Danii, Szwecji, Norwegii, Finlandii, Polski, Czech, Słowacji, Węgier, Ukrainy, Rumunii, Bułgarii, Słowenii, Chorwacji, Bośni i Hercegowiny, Serbii, Czarnogóry, Albanii, Macedonii Północnej, Grecji oraz europejskich części Turcji i Rosji. W Finlandii i Szwecji jest gatunkiem synantropijnym. Na brytyjskiej Czerwonej liście ma status gatunku najmniejszej troski (LC). W Polsce jest jedynym przedstawicielem rzędu skolopendr rozsiedlonym w całym kraju. Drugi, C. parisi, ograniczony jest do regionów górskich na jego południu. Mimo szerszego zasięgu C. hortensis jest jednak rzadziej od niego znajdywany.
Poza Europą jego naturalny zasięg obejmuje Makaronezję, w tym Azory, Maderę i Wyspy Kanaryjskie, Afrykę Północną (Maroko) oraz tereny Azji od północnej Turcji, Gruzji, Azerbejdżanu i Armenii po Turkmenistan, Uzbekistan i Tadżykistan. Zawleczony natomiast został do kontynentalnych Stanów Zjednoczonych, Kolumbii Brytyjskiej, na Hawaje, Wyspę Bożego Narodzenia, Tasmanię i Wyspę Świętej Heleny.

## Hodowla
Przedstawiciele gatunku dają się utrzymywać w insektarium, również grupowo, pod warunkiem częstego dostarczania pożywienia, którym mogą być np. mniejsze świerszcze czy larwy mącznika młynarka. 2–4 dorosłe osobniki wymagają pojemnika o wymiarach 20×10×10 cm. Zaleca się podłoże o grubości co najmniej 4 cm i zraszanie celem zachowania wilgotności na poziomie 60–80%. Brak jest jednak raportów z udanych rozmnożeń w niewoli.